# Nederlands kampioenschap tafeltennis 2011
Het Nederlands kampioenschap tafeltennis 2011 werd gehouden in Eindhoven op 5 en 6 maart 2011.
Op het programma stonden vijf onderdelen:
- Enkelspel mannen. Regerend kampioen was Michel de Boer.
- Enkelspel vrouwen. Regerend kampioen was Li Jiao.
- Dubbelspel mannen. Regerend kampioenen waren Nathan van der Lee en Barry Wijers.
- Dubbelspel vrouwen. Regerend kampioenen waren Li Jie en Jelena Timina.
- Gemengd dubbel. Regerend kampioenen waren Daan Sliepen en Linda Creemers.

## Medaillewinnaars
| Onderdeel        | Goud                            | Zilver                      | Brons                                                         |
| Enkelspel (m)    | Martijn de Vries                | Liu Qiang                   | Daan Sliepen Barry Wijers                                     |
| Enkelspel (v)    | Li Jiao                         | Li Jie                      | Linda Creemers Jelena Timina                                  |
| Dubbel (m)       | Nathan van der Lee Barry Wijers | Wai Lung Chung Liu Qiang    | Gregor Förster Paul van de Leur Daan Sliepen Martijn de Vries |
| Dubbel (v)       | Li Jiao Li Jie                  | Linda Creemers Carla Nouwen | Suzanne Dieker Monique Posthuma Ana Gogorita Yana Timina      |
| Dubbel (gemengd) | Daan Sliepen Linda Creemers     | Barry Wijers Carla Nouwen   | Koen Hageraats Britt Eerland Jonah Kahn Yana Timina           |